# Engelsk litteratur
Engelsk litteratur omfatter litteratur skrevet på engelsk, samt af englændere, britiske borgere i tidligere engelske kolonier, englændere i udlandet samt litteratur skrevet på engelsk af udlændinge i Storbritannien. Engelsksproget litteratur i tidligere kolonier efter de løsrev sig fra Storbritannien som separate lande, er siden det 19. århundrede ofte omtalt som adskilt fra britisk-engelsk litteratur. I kraft af at disse lande som USA, Indien, Canada, Sydafrika eller Australien ligger i andre verdensdele præget af deres særegne geografiske beliggenhed, historiske, politiske og socialøkonomiske faktorer, udviklede de sine egne engelske dialekter og sin egen engelsksprogede litteratur. Denne opdeling af engelsk litteratur er dog noget diffus og kan altid debatteres og kategoriseres ud fra forskellige vinkler, ligeledes forfatternes etniske og nationale tilhørsforhold.
I denne artikel omtales britisk-engelsk litteratur. Hermed medregnes også engelsk litteratur skrevet i Skotland, Wales eller Irland på engelsk af forfattere som Jonathan Swift eller Oscar Wilde. Litteratur fra USA omtales under amerikansk litteratur.

## Udvikling og forfattere
Britisk-engelsk litteraturhistorie begyndte med oldengelsk sprog, som stammer fra den vestgermanske sprogfamilie og modtog også påvirkninger fra norrøne sprog. Oldengelsk litteratur startede i tidlig middelalder, hvor en mængde krøniker som skrevet af Beda og Alfred den store samt nogle digte på oldengelsk overlevede, hvoraf det store, episke digt Beowulf er det mest kendte værk. Efter den normanniske erobring i 1066 var det officielle sprog i England normandisk-fransk og latin blandt regeringen, kirkestanden og adelen, mens litteratur på middel-engelsk var populær hos den mere almene befolkning, med især historier om kong Artur, Robin Hood og de populære ridder-romaner, hvoraf digteren Chaucer og Perlepoeten er mest kendte forfattere. 

Moderne engelsk litteratur begyndte at udvikle sig fra 1500-tallet, hvor især trykpressens fremgang i England, det store vokalskifte i udtalen, samt oversættelse af Biblen på engelsk påvirkede sproget. Biblens oversættelse betød udvikling af litteraturen væk fra kirkelig latin samt brud med katolsk verdenssyn. De bibelske myter, navne, lignelser samt teologiske udtryk kunne nu blive sproglig hvermandseje.

 Den skønlitterære forfatter, der påvirkede hele det engelske sprog og litteratur markant er William Shakespeare fra Englands elizabethanske guldalder, der skrev poesi og skuespil i alsidige genrer. I hans levetid var det engelske sprog ikke standariseret med hensyn til grammatik og stavning, og engelske teaterstykker var heller ikke særligt udviklede. Williams produktivitet og talent for sprogbrug betød, at han satte dagsordenen for, hvordan engelsk litteratur skulle skrives, også ved at bruge en hel del låneord og sætte dem sammen på nye måder." I hans
flertallige sonetter og teaterstykker opfandt William også og gav det engelske sprog en stor mængde udtryk, idiomer og ord, der bruges den dag i dag, såsom "jalousi - det grønojede monster", "with bated breath", "a foregone conclusion", "strange bedfellows", "sorry sight" og "full circle" . Det moderne ord slangord "swag" på engelsk i dag stammer fra "swagger" brugt af ham i værkerne "Henry V." og "Midsommernatsdrøm".

Siden den engelske guldalder, oplysningstiden og den industrielle revolution i England udviklede der sig stadig større strømninger i engelsk litteratur, der endte med at påvirkede resten af verdenslitteratur. Helt nye litterære genrer blev skabt, herunder romantisme modsat videnskabelig rationalisme, gotisk litteratur og skrækhistorier, science fiction, fantasy, krimiromaner, victoriansk litteratur, novelleskrivning, videnskabelige afhandlinger, socialrealisme, feminisme og social kritik, samt børnelitteratur.
De vigtigste eller mest kendte engelske forfattere siden Shakespeare var blandt andet Mary Shelley, Lord Byron, Percy Bysshe Shelley, John Keats ,, Bram Stoker, Ann Radcliffe, Alexander Pope, Daniel Defoe, William Blake, Jane Austen, Mary Wollstonecraft, Charles Dickens, Brontë-søstrene, William Makepeace Thackeray, Mary Somerville, Alfred Tennyson, sir Walter Scott, H. G. Wells, Lewis Caroll, J. M. Barrie, Beatrix Potter, Edith Nesbit, Joseph Conrad, J.R.R. Tolkien, C. S. Lewis, Rudyard Kipling, Arthur Conan Doyle, George Bernard Shaw, Oscar Wilde, Virginia Woolf, Aldous Huxley, Salman Rushdie, Zadie Smith m.flere.

I det 20. århundrede bemærkes også engelske forfattere af populær litteratur som nød succes verden over, som Agatha Christie, Ian Fleming, Arthur C. Clarke, Terry Pratchett, Neil Gaiman, Douglas Adams, Helen Fielding og J. K. Rowling.

## Nobelprisen i engelsk litteratur
Engelsksproget litteratur er siden den britiske imperiets udvikling blevet en af verdens største litteraturer og en enorm stor række af engelske forfattere har markeret sig frem til i dag. I moderne tid er forfattere, der skriver på engelsk blevet hædret med mange priser, herunder Nobelprisen i litteratur, se følgende liste.
- Rudyard Kipling (1907): UK (født i Britiske Indien)
- Rabindranath Tagore (1913): Indien
- W. B. Yeats (1923): Irland
- George Bernard Shaw (1925): Irland
- Sinclair Lewis (1930): USA
- John Galsworthy (1932): UK
- Eugene O'Neill (1936): USA
- Pearl S. Buck (1938): USA (opvokset i Kina)
- T. S. Eliot (1948): UK (født i USA)
- William Faulkner (1949): USA
- Bertrand Russell (1950): UK
- Ernest Hemingway (1954): USA
- John Steinbeck (1962): USA
- Samuel Beckett (1969): Irland (bosat i Frankrig)
- Patrick White (1973): Australien
- Saul Bellow (1976): USA (født i Canada)
- Isaac Bashevis Singer (1978): USA (født i Polen)
- William Golding (1983): UK
- Wole Soyinka (1986): Nigeria
- Joseph Brodsky (1987): USA (født i Rusland)
- Nadine Gordimer (1991): Sydafrika
- Derek Walcott (1992): St Lucia, Vestindien
- Toni Morrison (1993): USA
- Seamus Heaney (1995): Irland
- V. S. Naipaul (2001): UK (født i Trinidad)
- J. M. Coetzee (2003): Sydafrika
- Harold Pinter (2005): UK
- Doris Lessing (2007): UK (opvokset i Zimbabwe)
- Alice Munro (2013): Canada
- Bob Dylan (2016): USA
- Kazuo Ishiguro (2017): UK (født i Japan)